# Sinfonia n. 1 (Schumann)
La Sinfonia No. 1 in Si bemolle maggiore Op. 38 (denominata Primavera) fu il primo lavoro sinfonico pubblicato da Robert Schumann.

## Storia
Schumann cominciò a scrivere le prime idee della sua Sinfonia nel gennaio del 1841, precisamente dal 23 al 26, e pare che completò interamente l'opera entro la fine del mese successivo.
Il 31 marzo dello stesso anno, fu eseguita per la prima volta sotto la direzione di Felix Mendelssohn a Lipsia, in occasione di un concerto di beneficenza in favore dell'Orchestra del Gewandhaus. Lo stesso concerto segnò il ritorno sulle scene di Clara Schumann, che dopo il matrimonio con il compositore aveva dovuto momentaneamente interrompere la carriera da concertista. Il grande successo del suo ritorno sul palcoscenico mise in ombra la Prima Sinfonia di Schumann, che peraltro era solo una delle opere in programma.
Schumann revisionò diverse volte il proprio lavoro, tanto che la versione definitiva dell'opera risale al 1853.

## Struttura
La sinfonia è composta di quattro movimenti:
1. Andante un poco maestoso – Allegro molto vivace
2. Larghetto
3. Scherzo: Molto vivace – Trio I: Molto più vivace – Trio II
4. Allegro animato e grazioso

L'orchestrazione è suddivisa fra archi, 2 flauti, 2 oboi, 2 clarinetti, 2 fagotti, 4 corni, 2 trombe, 3 tromboni, timpani, triangolo e archi.
La durata si aggira intorno ai 30 minuti.